# Малов (село)
Малов (укр. Малів) — село в Теребовлянской городской общине Тернопольского района Тернопольской области Украины.
До 2020 года входило в Теребовлянский район.
Население по переписи 2001 года составляло 354 человека. Занимает площадь 73 км². Почтовый индекс — 48108. Телефонный код — 3551.